# Blankes Flath bei Jeversen
Das Blanke Flath bei Jeversen ist ein Naturschutzgebiet in der niedersächsischen Gemeinde Wietze im Landkreis Celle. Es sollte nicht mit dem Naturschutzgebiet Blankes Flat in der Region Hannover verwechselt werden.
Das Naturschutzgebiet mit dem Kennzeichen NSG LÜ 178 ist 10 Hektar groß. Es liegt westlich von Wietze und stellt ein Heideschlatt mit dem umgebenden Gelände unter Schutz. Das Schlatt liegt in die Allerniederung begleitenden Dünen. Da es in niederschlagsarmen Zeiten austrocknet, fand hier keine Moorbildung statt. Wenn das Schlatt Wasser führt, wachsen hier Binsen, Torfmoose und Wasserschläuche. In trockenen Zeiten breiten sich Kiefern aus, die das Gebiet auch umgeben. Diese müssen dann durch Entkusselungsmaßnahmen entfernt werden.
Der Kiefernwald innerhalb des Schutzgebietes soll zu der natürlichen Vegetation entsprechendem Eichen-Birkenwald entwickelt werden.
Das Gebiet steht seit dem 28. Dezember 1989 unter Naturschutz. Zuständige untere Naturschutzbehörde ist der Landkreis Celle.